# Губочкин, Николай Григорьевич
Николай Григорьевич Губочкин (род. 12 февраля 1950 года, село Аладьино Рязанская область) – советский и российский учёный, хирург, доктор медицинских наук. Заслуженный врач Российской Федерации.

## Биография
Родился 12 февраля 1950 года в селе Аладьино Каверинского района (ныне – Чучковский район) Рязанской области.
Окончил ординатуру на кафедре военной травматологии и ортопедии Военно-медицинской академии имени С. М. Кирова. В 1987 году защитил кандидатскую диссертацию на тему «Восстановительные операции на сухожилиях поверхностных и глубоких сгибательных пальцев при травмах в критической зоне кисти».
Работал военным врачом, принимал участие в оказании медицинской помощи пострадавшим в Афганистане (1987), Ливане (1989), Сирийской Арабской Республике (1990-1991), Чеченской Республике (1994-1995).
Возглавлял отделение хирургии кисти, микрохирургии и реконструктивно-восстановительной хирургии клиники военной травматологии и ортопедии Военно-медицинской академии имени С. М. Кирова с 1995 по 2014гг. Является доцентом кафедры военной травматологии и ортопедии имени Г. И. Турнера.
Также является доцентом кафедры пластической и реконструктивной хирургии Северо-Западного государственного медицинского университета имени И. И. Мечникова.
Лауреат премии «Признание» Министерства здравоохранения РФ.
В 2004 году удостоен звания «Заслуженный врач Российской Федерации».
В 2012 году защитил докторскую диссертацию на тему «Микрохирургические реконструктивно-восстановительные оперативные вмешательства на опорно-двигательной системе при ранениях, травмах и их осложнениях у военнослужащих».
С 2012 года является членом Российской академии естествознания.
Член диссертационного Совета ВМА им. С. М. Кирова и НИИ травматологии и ортопедии им. Р. Р. Вредена.
Действительный член Российского общества пластических, реконструктивных и эстетических хирургов (РОПРЭХ).
Член Международной конфедерации пластических, реконструктивных и эстетических хирургов (IPRAS).

## Научная деятельность
Основные направления научных исследований и специализации: травматология, ортопедия, микрохирургия, пластическая и эстетическая хирургия.
Вместе с Николаем Нелиным разработал и применял оппоненспластику, заключающуюся в транспозиции червеобразных мышц в позицию противопоставляющих мышц первого пальца.
Участвовал в ряде научных конференций, посвящённых хирургии кисти.
Автор 3 монографий, более 170 научных трудов, 16 патентов на способы лечения отдельных заболеваний и травм, а также их последствий.